# A kijelölt túlélő
A kijelölt túlélő (eredeti cím: Designated Survivor) 2016 és 2019 között vetített amerikai thriller drámasorozat, amelyet David Guggenheim alkotott. A főbb szerepekben Kiefer Sutherland, Natascha McElhone, Adan Canto, Italia Ricci és LaMonica Garrett látható.
Az első évadot Amerikában 2016. szeptember 21-én az ABC, Magyarországon 2019. március 12-én az AXN mutatta be. A második évadot Amerikában 2017. szeptember 27-én az ABC, míg Magyarországon 2020. február 14-én az AXN mutatta be. A harmadik évadot Amerikában 2019. június 7-én a Netflix, míg Magyarországon 2021. szeptember 12-én az AXN mutatta be.
2019 júliusában három évad után törölték a sorozatot.

## Ismertető
Az elnök évértékelő beszédjének éjszakáján egy robbanás elpusztítja a Capitolium épületét, megölve az elnököt és a teljes utódlási sorban lévő vezetőket, kivéve Thomas Kirkmant, a lakásügyi és városfejlesztési minisztert, akit megneveztek a „kijelölt túlélőnek.” Kirkman azonnal leteszi az esküt, és az Egyesült Államok elnöke lesz, mit sem sejtve arról, hogy a támadás csak a kezdet.

## Szereplők

### Főszereplők
| Szereplő                  | Színész           | Magyar hang     | Leírás |
| ------------------------- | ----------------- | --------------- | --- |
| Thomas Adam "Tom" Kirkman | Kiefer Sutherland | Csankó Zoltán   | Az Amerikai Egyesült Államok elnöke, aki egy példátlan támadás után tette le az esküt, miután a Capitolium épületének lerombolása során az egész kormány életét vesztette. Korábban a lakásügyi és városfejlesztési miniszteri posztot töltötte be. Miután sikeresen bizonyította rátermettségét a kormány élén, újraválasztják egy második ciklusra.                                                                        |
| Jane "Alex" Kirkman       | Natascha McElhone | Zakariás Éva    | Az Amerikai Egyesült Államok first ladyje. Mielőtt First Lady lett, Alex bevándorlási ügyvédként dolgozott magánpraxisban. Életét vesztette, miután egy teherautó belerohant az autókonvojba, amelyben utazott. |
| Aaron Shore               | Adan Canto        | Markovics Tamás | Az Egyesült Államok megválasztott alelnöke. Mielőtt Kirkman elnök újraválasztási kampányában alelnökjelölt lett, Kirkman első kabinetfőnökeként dolgozott, de lemondott, miután kihallgatták a Capitolium elleni terrortámadással kapcsolatban. Ez idő alatt Kimble Hookstraten képviselőházi elnök vezető tanácsadójaként tevékenykedett, majd visszatért a Fehér Házba, ahol Kirkman nemzetbiztonsági tanácsadója lett.    |
| Emily Rhodes              | Italia Ricci      | Dobó Enikő      | Kirkman elnöki kampányának szóvivője. Már a lakásügyi és cárosfejlesztési miniszterként eltöltött időszaka óta Tom számára dolgozott, ahol kabinetfőnöke volt. Miután Kirkman elnök lett, különleges tanácsadónak nevezték ki, majd Aaron lemondása után kabinetfőnökké lépett elő. Később lemondott és Floridába költözött édesanyjával, de visszatért a Fehér Házba, és visszahelyezték különleges tanácsadói pozíciójába. |
| Mike Ritter               | LaMonica Garrett  | Varga Rókus     | Titkosszolgálati ügynök, aki az elnök személyes védelméért volt felelős. Ritter a Capitolium elleni támadás után a teljes Kirkman család biztonságáért felelt. |
| Leo Kirkman               | Tanner Buchanan   | Ács Balázs      | Tom és Alex fia, valamint Penny bátyja. Feladata, hogy támogassa húgát, Pennyt, miközben szülei elfoglaltak az új munkájukban. Később elhagyja a Fehér Házat, hogy megkezdje első évét a Stanford Egyetemen. |
| Seth Wright               | Kal Penn          | Welker Gábor    | A Fehér Ház kommunikációs igazgatója. Kezdetben kételkedik Tom elnöki képességeiben, de gyorsan az egyik legközelebbi tanácsadójává válik. Kiváló társasági készségei miatt kinevezik sajtótitkárnak, majd Mars Harper kabinetfőnök előlépteti kommunikációs igazgatóvá. |
| Hannah Wells              | Maggie Q          | Létay Dóra      | CIA műveleti tiszt. Korábban az FBI különleges ügynöke volt, és a Capitolium elleni támadás kivizsgálására kapott megbízást, végül sikerült megoldania az ügyet és igazságot szolgáltatnia az elkövetők felett. Miután elbocsátják az FBI-tól, egy lehetséges bioterrorista fenyegetést vizsgál a CIA számára, ami végül a halálához vezet.                                                                                  |
| Chuck Russink             | Jake Epstein      | Patkós Márton   | FBI elemző. Rendszeresen segíti Wells-t a nyomozásaiban, és az egyik legmegbízhatóbb szövetségesévé válik. |
| Lyor Boone                | Paulo Costanzo    | Hamvas Dániel   | A Fehér Ház politikai igazgatója. Egy rendkívül tehetséges, ám társadalmilag ügyetlen politikai tanácsadó, akit azért alkalmaznak, hogy segítse Kirkman adminisztrációjának politikai stratégiájának kidolgozását. |
| Kendra Daynes             | Zoe McLellan      |                 | Fehér Ház jogtanácsosa. Egy határozott ügyvéd, aki korábban a szenátus haza- és nemzetbiztonsági albizottságának jogtanácsosaként dolgozott. |
| Damian Rennett            | Ben Lawson        | Zámbori Soma    | MI6 ügynök. Őt arra rendelik, hogy segítse Wellst a Capitol támadás elkövetőjének felkutatásában. Többször is meglövik, és egy orosz hírszerző ügynök végzi ki egy autóból történő lövéssel. |

### Mellékszereplők
| Szereplő           | Színész               | Magyar hang       | Leírás |
| ------------------ | --------------------- | ----------------- | --- |
| Penny Kirkman      | Mckenna Grace         | Kobela Kíra       | Tom és Alex lánya, Leo húga. |
| Charles Langdon    | Peter Outerbridge     | Jakab Csaba       | A Richmond-kormány korábbi kabinetfőnöke. Az egyik túlélője a Capitol támadásnak, aki később információkat ad Wells-nek és az FBI-nak a összeesküvésről. |
| Jason Atwood       | Malik Yoba            | Holl Nándor       | A korábbi FBI-helyettes igazgató. Ő vezeti az FBI nyomozását a Capitol támadás ügyében Wells-szel együtt, és a nő egyik legmegbízhatóbb szövetségesévé válik. Végül meglövik és meghal, amikor Nestor Lozano elkapja, miközben Jay Whitakert figyeli, akiről kiderül, hogy a Capitol robbantás elkövetőjével összeesküdött. |
| Harris Cochrane    | Kevin McNally         | Áron László       | A korábbi vezérkari főnökök elnöke. Kezdetben visszautasítja Kirkmant mint új parancsnok, és megpróbálja eltávolítani őt az elnöki posztról. Kirkman elbocsátja őt, miután megszegi a közvetlen parancsot. |
| Kimble Hookstraten | Virginia Madsen       | Náray Erika       | A Képviselőház elnöke. Missouri állam republikánus képviselője, akit a párt kijelölt túlélőjének választanak. Támogatja Kirkman elnökségét, miközben titokban saját politikai céljait is szem előtt tartja. Később az Egyesült Államok oktatási minisztere lesz, miután egy vizsgálat miatt le kell mondania a képviselőházi tagságáról. |
| Cornelius Moss     | Geoff Pierson         | Kertész Péter     | Volt 44. elnöke az Egyesült Államoknak. Úgy döntött, hogy nem indul újra az elnökválasztáson felesége halála miatt, és visszavonulása után előkerül, hogy átadjon Kirkman elnöknek egy jelöltlistát az üres kabineti posztokra. Kirkman elnök visszahozza Moss-t a középpontba, kinevezve őt külügyminiszternek. Később eltávolításra kerül ebből a pozícióból, miután titokban Kirkman ellen dolgozott. Utálatot alakít ki Kirkman iránt, és ő lesz a Republikánus Párt elnökjelöltje.                                 |
| Ellenor Darby      | Aunjanue Ellis-Taylor | Törtei Tünde      | Volt alelnöke az Egyesült Államoknak. Ellenor korábban Washington polgármestereként szolgált, mielőtt Kirkman elnök jelölte őt a következő alelnöki pozícióra, miután sikeres együttműködésük és válaszaik segítettek a kibertámadás okozta áramszünet kezelésében. Egy vizsgálatot vezetett a kabinet tagjaival, hogy megvizsgálja Kirkman elnök mentális egészségét felesége, Alex halála után. A vizsgálat után Darby lemond, hogy megpályázza a Demokrata Párt elnökjelöltségét, ami végül nem bizonyul sikeresnek. |
| Mars Harper        | Anthony Edwards       | Barbinek Péter    | A Fehér Ház kabinetfőnöke. Emily lemondása után nevezik ki. Szoros szabályairól ismert, amelyek középpontjában a Fehér Ház dolgozóinak szabályainak betartása áll, például az, hogy állniuk kell a megbeszéléseken. Idővel sokat foglalkozik a felesége, Lynn opioid-függőségével is. |
| Lorraine Zimmer    | Julie White           | Farkasinszky Edit | Kirkman kampánymenedzsere. Nyers, szókimondó stílusáról ismert, amely gyakran ellentétben áll Kirkman elnök visszafogottabb hozzáállásával. |
| Isabel Pardo       | Elena Tovar           | Szabó Luca        | A Fehér Ház helyettes kabinetfőnöke. Mielőtt előléptették, a Fehér Ház társadalmi innovációs igazgatójaként dolgozott. Aaron Shore barátnője, de szakít vele, miután kiderül, hogy Shore megcsalta őt Emily Rhodes-szal a kapcsolatuk alatt. |
| Lynn Harper        | Lauren Holly          | Timkó Eszter      | Egy neves virginiai szenátor lánya és Mars Harper felesége. Opiátfüggőségéről ismert, amely miatt háromszor is rehabilitációra kerül. |
| Dontae Evans       | Ben Watson            | Penke Bence       | A Fehér Ház digitális tisztviselője. Korábban a Fehér Ház digitális csapatának tagja volt, de Seth Wright előléptette. Nyíltan meleg, és kapcsolatba kerül Aaron Shore személyi testőrével, Troyjal. |

### Magyar változat
- Bemondó: Schmidt Andrea
- Magyar szöveg: Kiss Barnabás (1–2. évad), Halász Blanka (3. évad)
- Hangmérnök: Weichinger Kálmán (1–2. évad), Áldott András (3. évad)
- Vágó: Kránitz Bence (1–2. évad), Áldott András (3. évad)
- Gyártásvezető: Derzsi Kovács Éva (1–2. évad), Balog Gábor (3. évad)
- Szinkronrendező: Dezsőffy Rajz Katalin (1–2. évad), Balog Mihály (3. évad)
- Produkciós vezető: Dallos Miklós (1–2. évad), Balog Gábor (3. évad)

A szinkront az SDI Media Hungary (1–2. évad), majd a Balog Mix Stúdió (3. évad) készítette el.

## Évados áttekintés
| Évad | Évad | Részek száma | Részek száma | Eredeti sugárzás     | Eredeti sugárzás | Eredeti adó       | Magyar sugárzás      | Magyar sugárzás   | Magyar adó |
| Évad | Évad | Részek száma | Részek száma | Évadbemutató         | Évadzáró         | Eredeti adó       | Évadbemutató         | Évadzáró          | Magyar adó |
| ---- | ---- | ------------ | ------------ | -------------------- | ---------------- | ----------------- | -------------------- | ----------------- | ---------- |
|      | 1.   | 21           | 21           | 2016. szeptember 21. | 2017. május 17.  |                   | 2019. március 12.    | 2019. június 25.  |            |
|      | 2.   | 22           | 22           | 2017. szeptember 27. | 2018. május 16.  | 2020. február 14. | 2020. október 2.     |                   |            |
|      | 3.   | 10           | 10           | 2019. június 7.      | 2019. június 7.  |                   | 2021. szeptember 12. | 2021. október 10. |            |

## A sorozat készítése
A sorozatot az ABC csatorna rendelte meg egyből teljes évadra 2015 decemberében. A sorozatot David Guggenheim alkotta meg, az vezető producerek között pedig olyan nevek szerepelnek, mint Simon Kinberg, Kiefer Sutherland, Suzan Bymel, Aditya Sood és Nick Pepper. A próbaepizódot Paul McGuigan rendezte. Amy B. Harris kezdetben showrunnerként dolgozott a sorozaton, de kreatív nézeteltérések miatt még a premier előtt távozott, helyét Jon Harmon Feldman vette át. 2016 decemberében Jeff Melvoin lett a showrunner, és ő felügyelte az első évad második felét. A második évadban Keith Eisner töltötte be a showrunner szerepét. Kal Penn, aki 2009 és 2011 között az Egyesült Államok Fehér Házának Közösségi Kapcsolatok és Kormányzati Ügyek Hivatalának helyettes igazgatója volt, a sorozatban nemcsak Seth Wright karakterét alakította, hanem tanácsadóként is segítette a készítőket.
2018. május 11-én az ABC a showrunnerek gyakori cserélődése és a csökkenő nézettség miatt két évad után elkaszálta a sorozatot. Nem sokkal később az eOne bejelentette, hogy „aktív tárgyalásokat” folytat más hálózatokkal a sorozat megmentéséről, köztük a Netflixszel, amely nemzetközileg már addig is sugározta a sorozatot. 2018. szeptember 5-én hivatalosan is megerősítették, hogy a Netflix átvette a sorozatot egy harmadik, 10 epizódból álló évadra. A showrunner szerepét Neal Baer töltötte be, aki már az ötödik ember volt ebben a pozícióban.
Az első két évad gyártásáért az ABC Studios, a The Mark Gordon Company és az eOne felelt, a forgatás Toronto területén zajlott. A harmadik évadra az ABC Studios már nem vett részt a gyártásban, mivel az eOne teljesen felvásárolta a The Mark Gordon Companyt, így egyedüli gyártóvá vált.